# Melanoplus puer
Melanoplus puer är en insektsart som först beskrevs av Scudder, S.H. 1878.  Melanoplus puer ingår i släktet Melanoplus och familjen gräshoppor. Inga underarter finns listade i Catalogue of Life.